# Laila Peak (Dolina Hushe)
Laila Peak, znany także jako Layla Peak lub Leyla Peak – szczyt w Karakorum, sześciotysięcznik w rejonie doliny Hushe. Dokładna wysokość nie jest znana, wynosi ok. 6200 metrów, choć różne źródła podają od 6096 do nawet 6614 m n.p.m. Ze względu na swój piękny kształt, bardzo atrakcyjny dla fotografów i wspinaczy, jednak oficjalnie władze Pakistanu nie wydają zezwoleń na jego zdobywanie.
Zbudowany ze skał krystalicznych, głównie gnejsów i granitów.

## Zdobywcy
W związku z zakazem działalności wysokogórskiej w tym rejonie, zdobywcy szczytu nie podają oficjalnie informacji o udanym wejściu. Prawdopodobnie pierwsze udane wejście na szczyt nastąpiło w 1987 r. za sprawą brytyjskich wspinaczy: Simona Yatesa (w Polsce znanego głównie z książki i filmu Touching the Void – Czekając na Joe), Seana Smitha i Marka Millera.
Pierwszego wejścia zimą dokonali hiszpańscy himalaiści – Alex Txikon i José Manuel Fernández w lutym 2013 r.

## Wypadki
28 lipca 2025 około południa czasu lokalnego podczas próby zdobycia szczytu śmiertelnemu wypadkowy spowodowanemu przez obryw skalny na wysokości około 5800 m n.p.m. uległa niemiecka biatlonistka, mistrzyni świata i olimpijska Laura Dahlmeier.